# 박나은 (1987년)
박나은(1987년 4월 4일~)은 대한민국의 2012년 미스코리아 울산 선(善)이다.

## 프로필
- 출생: 1987년 4월 4일
- 신체: 170.5cm, 55.1kg, 36-24-36
- 학력: 부산여자대학교 방송스타일리스트과
- 수상: 2012년 미스코리아 울산 선(善)
- 취미: 등산, 영화감상
- 특기: 일러스트, 스피닝